# Anneissia plectrophorum
Anneissia plectrophorum is een haarster uit de familie Comatulidae.
De wetenschappelijke naam van de soort werd in 1916 gepubliceerd door Hubert Lyman Clark.